# アフリカの夜
『アフリカの夜』（アフリカのよる）は、1999年4月15日から6月24日まで毎週木曜日22:00 - 22:54に、フジテレビ系の「木曜劇場」枠で放送された日本のテレビドラマ。主演は鈴木京香。

## 概要
古いアパートメント「メゾン・アフリカ」を舞台に、生命力あふれる奇妙だが愛すべき住民たちが引き起こすハートウォーミングなエピソードの数々を描く。
結婚式場で婚約者が逮捕されるという致命的な挫折で勤めていた会社も辞め、マスコミに追いかけ回られるなど進退きわまった杉立八重子。そんな時、8年前に別れた恋人が言っていた「道は開かれている」という言葉を思い出す。八重子は、過去と決別し新しい自分を見つけだそうと古いアパートメント「メゾン・アフリカ」に移り住む。そこで出会ったのは、一風変わってはいるが、どこか憎めない住人たちだった。
なお、放送前の仮題は「トランジット」であった。

## キャスト

### 主要人物
杉立八重子〈29〉
演 - 鈴木京香
本作の主人公。半年前に、結婚式で婚約者・火野が逮捕されるという致命的な挫折を経験し、会社を退職。心機一転するために、アパート「メゾン・アフリカ」に引っ越してくる。最初はアパートの住人達に困惑するが、段々と心を開いていく。アパートの管理人を任され、管理人になると同時に、曙塾に就職。最初はセクシー担当だったが段々と生徒たちから信頼を得ていく。8年前に礼太郎と付き合っており、プロポーズされたが別れている。だが、「メゾン・アフリカ」で再会し、段々と気になる存在になっており、礼太郎のことを「好きな人」と答えている。
相沢有香〈27〉
演 - 松雪泰子
女優の卵。八重子の上の部屋に住んでいる。八重子とは、お風呂の水漏れのことで最悪な出会いをし反発していたが、後に友人となる。女優だけでは食べていけず、ホテルの客室清掃の仕事をしている。礼太郎と付き合っていたが、水ようかんのCMが決まり破局。破局後、貧血で倒れ、検査の結果妊娠が判明する。子供を堕ろそうとしていたが、最終的には産むことに。
木村 緑〈19〉
演 - ともさかりえ
礼太郎の妹。浪人中で予備校通い。ぶりっ子で、重度のブラザーコンプレックス。最初は、礼太郎が住む「メゾン・アフリカ」に定期的に遊びに来ていたが、後に礼太郎と同居を開始。かなりスルドイ。
丸山みづほ（本名：亀田伸枝）〈39〉
演 - 室井滋
内縁の夫・良吉と惣菜屋「おかずの丸ちゃん」を経営している。
明るい印象だが、実は15年前に夫のDVに耐えかね夫を殺害し、指名手配されている殺人犯である。最終的に時効の4時間30分前に逮捕される。
木村礼太郎〈37〉
演 - 佐藤浩市
緑の兄。元映画監督で現在は経営コンサルタント。株式会社木村コンサルティング経営。8年前に八重子と交際しており、現在は有香と交際中。車や鍵などをよく放置してしまう。有香と破局後は八重子といい感じになるが、商店街の豆腐屋や丸ちゃんに嫌がらせをする地上げ屋に文句を言い、刺されて死去。東大中退後、コロンビア大学で博士号を取得しており、実家は東京のかなり裕福な家。
車のナンバーは「さ10-51」。本作のタイトル、「アフリカの夜」は、礼太郎の映画のタイトルである。口癖は「道は開かれている」。
丸山良吉〈44〉
演 - 國村隼
みづほの内縁の夫。みづほとともに、惣菜屋「おかずの丸ちゃん」を経営。
当初は妻が指名手配犯とは知らなかった。また、みづほが指名手配犯だと知っても彼女を愛し、犯人隠避の罪で逮捕。
佐々木巡査
演 - 梅垣義明
「おかずの丸ちゃん」の近くにある江古田西交番の警官。
みづほが指名手配犯であることにまったく気づいていない。
本間直人〈18〉
演 - 沢木哲
曙塾の生徒。元々は、八重子が家庭教師に行った生徒だったが、八重子を押し倒したことで、八重子は首になる。八重子に想いを寄せており、好きだ、やりたいと言った手紙を渡しているが八重子からは相手にされていない。最終的には八重子から一番信頼される生徒になる。
火野史郎〈35〉
演 - 松重豊
八重子の元婚約者。東大法学部卒でメガバンク「ひかり銀行」に勤めていたエリート。八重子との結婚式の日に贈賄罪で逮捕された。保釈後、八重子につきまとい、曙塾に刃物を持って立て籠もったことで再度逮捕された。

### ゲスト

#### 第1話
職員
演 - 川俣しのぶ
家庭教師センター「満点太郎」の職員。面接に来た八重子を採用する。
所長
演 - 伊藤正之
「満点太郎」の所長。八重子を首にする。

#### 第2話
礼太郎の秘書
演 - 角田智美
玄関に置いていたパンプスの靴底と床を、緑に接着剤でくっつけられる。
毛利
演 - 岡森諦（第4話、第5話）
銀行員。融資した金を貸しはがししに「おかずの丸ちゃん」を訪ねてくる。店頭でみづほに塩を撒かれる。
豆腐屋
演 - 谷津勲（最終回）
商店街の豆腐屋の主人。礼太郎にコンサル料の代わりに、と寄せ豆腐を持たせる。
水道屋
演 - 原田修一
有香の部屋を修理に来るが、玄関ドアが接着剤で開かなくなっており、「開いたら知らせてくれ」と言って帰っていく。
女優
演 - 菊池万里江：ミキ（第3話）、北山えり：チナ（第3話）、高島優子：エマ（第3話）
有香と共にドラマに出演する女優。Jリーガーに電話番号を聞かれた話を撮影の合間にして、有香に怒られる。
ニュースキャスター
演 - 森昭一郎（フジテレビ）
テレビで亀田伸枝の事件を報道するキャスター。

#### 第3話
鶴亀屋社長
演 - 原哲男
創業百年の老舗和菓子屋「鶴亀屋」社長。CMオーディションで有香をイメージキャラクターに選ぶ。
曙塾主任
演 - 日野陽仁（第4話、第7話）
見た目の良い八重子を採用し、塾生募集ポスターに八重子の写真を載せる。
モリヤス
演 - 伊藤淳史（第4話、第7話）
曙塾の生徒。八重子に「モデルをやっていたのか？」と聞く。

#### 第4話
堀田記者
演 - 中島陽典
火野の件で八重子を執拗に追いかける記者。
パブ店員
演 - 近江谷太朗
緑が働きだした六本木のエキサイティングミニスカパブ「アンカレッジ」の店員。多少のボディタッチは我慢するよう、まりも（緑の源氏名）を諭す。

#### 第5話
福井県警幹部
演 - 石井愃一（第8話-最終回）
福井県南鯖江市男性殺人死体遺棄事件時効寸前特別キャンペーンで捜査員に檄を飛ばす。似ているという情報の一番多いみづほを亀田伸枝と睨み、執拗に捜査する。
クリーニング屋
演 - 田窪一世（第6話、第7話、第9話、第10話）
商店街のクリーニング屋の店主。みづほが亀田伸枝の手配写真に似ていると言い、みづほに激怒される。
客室清掃員
演 - 立原瞳
有香がCM撮影のためにロケに行った、地方のホテルの客室清掃員。自分も芸能人になりたいと有香に夢を語る。

#### 第6話
スナックのママ
演 - 立石凉子
スナック「黎（れい）」のママ。電話でみづほに働きたいと言われ一度断るも、その後来店した彼女の話を聞き雇うことにする。
整形外科医
演 - 大鷹明良（第7話）
亀田伸枝の整形手術をした医師。
タクシー運転手
演 - 諏訪太朗
みづほを乗せたタクシーの運転手。八重子にその時の様子を語る。
曙塾生徒
演 - 小島亜美（第7話、第9話）
刃物を持って曙塾に押し入った火野に人質に取られる少女。

#### 第7話
みづほの兄
演 - 冷泉公裕（最終回）
みづほからの電話に「捕まる前に死んでくれ」と訴える。
婦警
演 - 西牟田恵
横柄な態度で整形外科医の車に駐禁切符を切る。
ニュースキャスター
演 - 阿部知代（フジテレビ）
テレビで亀田伸枝の事件を伝えるキャスター。
客室清掃員
演 - 松本じゅん
みづほが働き始めたラブホテルの客室清掃員。

#### 第8話
医師
演 - 伊藤紘
有香が運び込まれた病院の医師。
仲居
演 - 島ひろ子
緑の行きつけの料亭の仲居。緑をお嬢様と呼ぶ。
福井県県捜査員
演 - 真鍋尚晃（第9話-第10話）、三井善忠（第9話-第10話）、宇納佑（第9話-最終回）、朝倉杉男（第4話、第9話）
亀田伸枝の捜査をする刑事。

#### 第9話
警視庁捜査課長
演 - 中丸新将
亀田伸枝の事件を担当している。クリーニング屋の主人の情報で、みづほの触ったグラスの指紋を照合させる。

#### 最終回
地上げ屋
演 - 山田明郷
商店街の豆腐屋に嫌がらせをしにくる。
地上げ屋の手下
演 - 土平ドンペイ
文句を言ってきた礼太郎を刃物で刺す。
みづほの母
演 - 花原照子
事件後、ずっと病気で臥せっている。時効寸前に危篤状態になるも、みづほの声を聞いて意識を取り戻す。

## スタッフ
《技術》
- カメラ - 伊澤明男／加藤文也／佐々木肇／長田崇／永野進／新宅孝二／山本貴洋／山下剛／木村梨江
- 技術プロデュース - 堀田満之
- 照明 - 佐々木宏文／清水智／和田智裕／富沢宴令／藤本潤一／桑原伸也／浅沼弘二
- 映像 - 武田篤／小椋真人／勝又秀行
- 録画 - 槌谷聡
- VTR録画 - 安藤直哉／高山一吉
- 音声 - 山根剛／市村　雅彦／広岡豊／谷部剛／竹下博英
- 編集 - 小泉義明
- VTR編集 - 高橋努／藤田とし子
- 音響効果 - 小西善行／大橋忠枝／秋庭努
- Mix'd - 蛯原浩彦／佐藤浩二
- 車輌撮影 - 斉藤和宏
- CG - 竹内真由美／水野　智世

《美術》
- 美術プロデュース - 関口保幸
- デザイン - 根本研二／大澤麻衣
- 美術進行 - 津留啓亮
- 大道具 - 大地研之／竹田政弘／和泉吉幸
- 装飾 - 今村文孝／大久保善弘／山科貴弘
- 持道具 - 畠山浩義
- 衣裳 - 沖田政次／井戸川友美／青木幸雄
- スタイリスト - 西ゆり子／岩本起法子／横尾早織
- メイク - 原口千栄／小島百合子
- 視覚効果 - 浅田雅美
- 電飾 - 田中信太郎
- アクリル装飾 - 青木順一
- 建具 - 阿久津正巳
- 生花装飾 - 石川玲子
- 植木装飾 - 原利安
- 特殊メイク - 江川悦子
- 絵日記 - 大木綾子
- タイトル - 岩崎光明

《制作》
- 脚本 - 大石静
- 音楽 - 吉俣良（オリジナルサウンドトラック「アフリカの夜」）
- 主題歌 - SPEED「Breakin' out to the morning」
- 演出 - 石坂理江子、河毛俊作、水田成英
- プロデュース - 山口雅俊
- 脚本協力 - 大森美香／黒川弘子
- 演出補 - 森保伸二／遠藤光貴／大木綾子／松山博昭
- プロデュース補 - 塚田洋子／菊地裕幸
- 記録 - 山田佳子／内田照代
- 方言指導 - 朝倉杉男
- 制作担当 - 高橋政彦／松本幹之／豊島さおり／高野しのぶ／玉田祐美子／横田順
- 制作主任 - 松本幹之
- 制作デスク - 市場美枝
- 広報 - 石田卓子
- 制作著作 - フジテレビ

## 放送日程
| 1st                                                        | 1999年4月15日 | 置きざり花嫁と整形逃亡   | 石坂理江子 | 12.4% |
| 2nd                                                        | 1999年4月22日 | プロポーズして名前ド忘れ | 石坂理江子 | 12.5% |
| 3rd                                                        | 1999年4月29日 | 整形逃亡女、アフリカ脱出 | 水田成英   | 12.1% |
| 4th                                                        | 1999年5月6日  | 超ミニスカとレモンサワー | 水田成英   | 12.0% |
| 5th                                                        | 1999年5月13日 | バレた！整形美人そっくり | 石坂理江子 | 9.8%  |
| 6th                                                        | 1999年5月20日 | 8年目のキス              | 水田成英   | 10.0% |
| 7th                                                        | 1999年5月27日 | 八重子！一緒に死んでくれ | 河毛俊作   | 12.0% |
| 8th                                                        | 1999年6月3日  | あなた殺人犯で時効寸前ね | 石坂理江子 | 10.6% |
| 9th                                                        | 1999年6月10日 | 八重子 オカンを密告？    | 水田成英   | 10.4% |
| 10th                                                       | 1999年6月17日 | 警官隊がアフリカを包囲！ | 河毛俊作   | 8.5%  |
| 11th                                                       | 1999年6月24日 | 時効成立！アフリカの朝   | 石坂理江子 | 13.4% |
| 平均視聴率 11.3%（視聴率は関東地区・ビデオリサーチ社調べ） |               |                          |            |       |

## 備考
- 映画『ローカル・ヒーロー』のテーマ曲を重要場面に配しているため、著作権の関係でいまだにDVD化もビデオ化もされていない。
  - 劇伴は当初、井上陽水をメインにしていたが途中から『ローカル・ヒーロー』を重用するようになった。そのため、サウンド・トラックにも含まれていない。
- 放送回数は開始時には11回もしくは12回予定と流動的であったが、最終的に『アフリカの夜』が11回、『らせん』が一週前倒しして13回となった。
- このドラマで使われた「New World」という劇伴が、MBS系で放送されたドラマ闇金ウシジマくんの中で使用された。